# LECOM 파크
LECOM 파크(LECOM Park)는 미국 플로리다주 브레이든턴에 위치한 야구장이다. MLB 피츠버그 파이리츠의 스프링 트레이닝 장소이며, 과거 캔자스시티 애슬레틱스/오클랜드 애슬레틱스와 보스턴 브레이브스/밀워키 브레이브스와 세인트루이스 카디널스 그리고 보스턴 레드삭스와 필라델피아 필리스의 스프링 트레이닝 장소였다.